# Small Giant Games
A Small Giant Games é uma empresa de desenvolvimento de jogos para celular com sede em Helsinque, Finlândia. Foi fundada em 2013 por ex-funcionários da fabricante de jogos para celular Sulake. Depois de produzir dois jogos casuais, a Small Giant obteve sucesso com um RPG de combinação de três intitulado Empires and Puzzles. Após o sucesso do Empires and Puzzles, Small Giant foi adquirida pela Zynga em dezembro de 2018.

## Primeiros empreendimentos
A Small Giant Games foi fundada em 2013 em Helsinque, Finlândia, por um grupo de indivíduos demitidos pela desenvolvedora de jogos para celular Sulake. Otto Nieminen, ex-diretor de desenvolvimento de produto da Sulake, foi o diretor executivo fundador da empresa, com Timo Soininen, ex-CEO da Sulake, assumindo a função de CEO da Small Giant em 2014. O ex-diretor de tecnologia da Sulake, Markus Halttunen, ingressou na Small Giant na mesma posição. Os desenvolvedores Ilkka Juopperi e Tommi Vallisto completaram a equipe da Small Giant.
Até outubro de 2013, a Small Giant levantou US$ 750 mil em capital inicial. Mais tarde naquele ano, a empresa concluiu uma campanha de arrecadação de fundos que gerou US$ 3,1 milhões para permitir o lançamento de seu primeiro jogo para celular, OddWings Escape. O jogo foi lançado em 14 de maio de 2015. Em sua análise para o Pocket Gamer, Harry Slater descreveu o jogo: “O Oddwings Escape é um jogo sobre patos mutantes geneticamente modificados voando através de cenários lindos. Você tem que coletar corações e moedas, evitar bombas e chegar o mais longe que puder.” O OddWings Escape foi baixado mais de 1 milhão de vezes na semana seguinte ao seu lançamento. O sucesso inicial do jogo foi creditado, em parte, por ter sido traduzido para 15 idiomas diferentes no lançamento, dando-lhe um apelo internacional mais amplo.
O segundo jogo da Small Giant, Rope Racers, envolvia correr através de níveis contra personagens fantasmas ao balançar-se em uma corda que poderia ser projetada do personagem do jogador.

## Empires and Puzzles
Seguindo o OddWings Escape e o Rope Racers, Soininen descreveu uma mudança no foco da Small Giant longe dos jogos casuais: “decidimos eliminar esses produtos muito rapidamente e começar a procurar pelo grande. Como poderíamos realmente conseguir aquele jogo de maior bilheteria? O que é necessário?”  A EQT Ventures forneceu à Small Giant 5,4 milhões de euros em capital de risco em 2017 para marketing e desenvolvimento de jogos. Em março de 2017, a Small Giant lançou o Empires and Puzzles, um jogo de quebra-cabeça de combinar três que também incorpora elementos de RPG. No final do ano, Small Giant relatou que o Empires and Puzzles havia gerado uma receita de US$ 33 milhões. O jogo ganhou o prêmio Game of the Year no Finnish Game Awards de 2017.
A EQT Ventures investiu mais US$ 41 milhões na Small Giant Games em janeiro de 2018 para ajudar na expansão do jogo para um público maior. Em apenas quatro meses do ano, o Empires and Puzzles excedeu sua geração de receita em 2017. No final de 2018, havia sido baixado 26 milhões de vezes do Google Play e da App Store. O Empires and Puzzles ganhou o prêmio de “Melhor Sucesso Revolucionário” no Google Play Awards 2018; a Small Giant foi indicada para Melhor Live Ops e Melhor Desenvolvedora no Prêmio Pocket Gamer Mobile Games de 2019.

## Aquisição pela Zynga
Em dezembro de 2018, a Zynga anunciou que havia chegado a um acordo para comprar a Small Giant Games. A Zynga comprou 80% da empresa inicialmente por US$ 330 milhões em dinheiro e US$ 230 milhões em ações ordinárias não registradas da Zynga. Os termos de compra do restante da empresa serão definidos com base em seu desempenho ao longo dos três anos após a aquisição inicial.
O Empires and Puzzles continuou a ter um bom desempenho para a Small Giant e a Zynga. Em outubro de 2019, o jogo atingiu US$ 500 milhões em receita vitalícia e atingiu 41 milhões de downloads. Em maio de 2020, a Zynga pagou a primeira de três parcelas pelos 20% restantes da empresa, transferindo US$ 122 milhões para a Small Giant depois que a Zynga postou US$ 404 milhões em receita no primeiro trimestre de 2020, um aumento de 52%.
A Small Giant lançou suavemente seu próximo jogo, Puzzle Combat, em 8 de março de 2019. O jogo compartilha muitos elementos de jogabilidade com Empires and Puzzles, mas apresenta um cenário de guerra moderno.